# Chaetotyphula columbiana
Chaetotyphula columbiana är en svampart som beskrevs av Singer 1977. Chaetotyphula columbiana ingår i släktet Chaetotyphula och familjen mattsvampar.   Inga underarter finns listade i Catalogue of Life.